# Launch Complex 1
| Launch Complex 1 | Launch Complex 1             |
| ---------------- | ---------------------------- |
| Koordinaten      | 28° 27′ 54″ N, 80° 32′ 15″ W |
| Typ              | Orbital Launch Site          |
| Betreiber        | U.S. Space Force             |
| Launch Pads      | 1                            |
| Raketen          | Snark                        |
| Erster Start     | 13. Januar 1955              |
| Letzter Start    | 5. Dezember 1960             |
| Starts insgesamt | 67                           |
| Status           | inaktiv                      |
| CCAFS            |                              |

Der Launch Complex 1 (LC-1) ist eine stillgelegte Startrampe der Cape Canaveral Space Force Station (ehemals CCAFS) auf Merritt Island, Cape Canaveral in Florida, USA. Sie wurde zwischen 1955 und 1960 für 67 Starts zur Entwicklung und zum Test des Snark-Marschflugkörpers verwendet.

## Geschichte
Ursprünglich wurde die Startrampe zusammen mit LC-2, LC-3 und LC-4 für das Erprobungsprogramm des Snark-Marschflugkörpers gebaut. Der erste Start erfolgte am 13. Januar 1955. Der Startkomplex wurde bis zum 5. Dezember 1960 für Marschflugkörper benutzt. 
Später wurde er als Hubschrauberlandeplatz während des Mercury-Programms verwendet. Zuletzt wurde der Startplatz in den 1980er Jahren für den Start von Aerostat-Radarballons genutzt.

## Startliste
| Datum              | Mission                |
| ------------------ | ---------------------- |
| 13. Januar 1955    | Snark N-69B GM-13097   |
| 6. April 1955      | Snark N-69C GM-13107   |
| 13. Mai 1955       | Snark N-69A GM-11112   |
| 9. August 1955     | Snark N-69C GM-13113   |
| 26. Oktober 1955   | Snark N-69C 52-10972   |
| 26. November 1955  | Snark N-69C 52-10977   |
| 9. Dezember 1955   | Snark N-69C 52-10973   |
| 16. Dezember 1955  | Snark N-69C 52-10974   |
| 27. Januar 1956    | Snark N-69C 52-10971   |
| 8. Februar 1956    | Snark N-69C 52-10978   |
| 17. Februar 1956   | Snark N-69C 52-10975   |
| 10. Juli 1956      | Snark N-69C 51-17577   |
| 26. Juli 1956      | Snark N-69C 52-10976   |
| 31. August 1956    | Snark N-69C 51-17571   |
| 13. September 1956 | Snark N-69C 52-10961   |
| 26. September 1956 | Snark N-69C 52-17578   |
| 2. Oktober 1956    | Snark N-69C 52-10979   |
| 31. Oktober 1956   | Snark N-69C 51-17572   |
| 5. Dezember 1956   | Snark N-69D 53-8172    |
| 11. Januar 1957    | Snark N-69D 52-10983   |
| 23. Januar 1957    | Snark N-69D 53-8173    |
| 5. Februar 1957    | Snark N-69D 52-10983?  |
| 18. Februar 1957   | Snark N-69D 53-8175    |
| 12. März 1957      | Snark N-69D 53-8174    |
| 13. März 1957      | Snark N-69D Inertial 1 |
| 15. April 1957     | Snark N-69D Inertial 2 |
| 16. April 1957     | Snark N-69D 53-8176    |
| 3. Mai 1957        | Snark N-69D 53-8178    |
| 28. Mai 1957       | Snark N-69D 53-8177    |
| 20. Juni 1957      | Snark N-69E N-3321     |
| 17. Juli 1957      | Snark N-69D N-3313     |
| 16. August 1957    | Snark N-69E N-3323     |
| 27. August 1957    | Snark N-69D N-3317     |
| 19. September 1957 | Snark N-69E N-3322     |
| 31. Oktober 1957   | Snark N-69E N-3324     |
| 20. November 1957  | Snark N-69D N-3316-2   |
| 5. Dezember 1957   | Snark N-69E N-3326     |
| 25. Januar 1958    | Snark N-69E N-3327     |
| 14. Februar 1958   | Snark N-69E N-3328     |
| 8. März 1958       | Snark N-69E N-3330     |
| 3. April 1958      | Snark N-69E N-3329     |
| 6. Mai 1958        | Snark N-69E N-3409     |
| 28. Mai 1958       | Snark N-69E N-3410     |
| 30. August 1958    | Snark N-69E N-3412     |
| 23. Oktober 1958   | Snark N-69D N-3318     |
| 8. November 1958   | Snark N-69D N-3317     |
| 11. Dezember 1958  | Snark N-69D N-3319     |
| 16. Dezember 1958  | Snark N-69D N-3308     |
| 12. Februar 1959   | Snark N-69D N-3312-2   |
| 10. März 1959      | Snark N-69D N-3320     |
| 6. April 1959      | Snark SM-62A N-3422    |
| 21. April 1959     | Snark N-69D N-3320-1   |
| 5. Mai 1959        | Snark SM-62A N-3423    |
| 26. Mai 1959       | Snark SM-62A N-3424    |
| 2. Juli 1959       | Snark N-69D N-3320     |
| 25. September 1959 | Snark SM-62A N-3415    |
| 16. Dezember 1959  | Snark N-69D N-3317-3   |
| 12. Februar 1960   | Snark SM-62A N-3425    |
| 16. Mai 1960       | Snark SM-62A N-3444    |
| 16. Juni 1960      | Snark SM-62A N-3445    |
| 8. Juli 1960       | Snark SM-62A N-3446    |
| 26. August 1960    | Snark SM-62A N-3448    |
| 26. September 1960 | Snark SM-62A N-3452    |
| 14. Oktober 1960   | Snark SM-62A N-3454    |
| 14. November 1960  | Snark SM-62A N-3460    |
| 5. Dezember 1960   | Snark SM-62A N-3458    |